# Szendrő
Szendrő este un oraș în districtul Edelény, județul Borsod-Abaúj-Zemplén, Ungaria, având o populație de 4.259 de locuitori (2011).

## Demografie
Componența etnică a orașului Szendrő
     Maghiari (80,02%)
     Romi (18,83%)
     Necunoscut (0,15%)
     Alții (1%)
Componența confesională a orașului Szendrő
     Romano-catolici (53,98%)
     Reformați (12,35%)
     Fără religie (10%)
     Greco-catolici (2,37%)
     Necunoscută (21,04%)
     Atei (0,26%)
     Alte religii (0,26%)
Conform recensământului din 2011, orașul Szendrő avea 4.259 de locuitori. Din punct de vedere etnic, majoritatea locuitorilor (80,02%) erau maghiari, cu o minoritate de romi (18,83%). Apartenența etnică nu este cunoscută în cazul a 0,15% din locuitori.  Din punct de vedere confesional, majoritatea locuitorilor (53,98%) erau romano-catolici, existând și minorități de reformați (12,35%), persoane fără religie (10,0%) și greco-catolici (2,37%). Pentru 21,04% din locuitori nu este cunoscută apartenența confesională.